# Frank Churchill
Pour les articles homonymes, voir Churchill.
Frank Churchill est un compositeur américain né le 20 octobre 1901 à Rumford, Maine (États-Unis), mort le 14 mai 1942 à Castaic (Californie).

## Biographie
En 1930, il est embauché aux Studios Disney pour composer les mélodies des courts métrages principalement des Silly Symphonies.
Parmi les plus connues, on peut citer Qui a peur du grand méchant loup ? (Who's Afraid of the Big Bad Wolf?) composée pour Les Trois Petits Cochons (1933)  sur des paroles de Ted Sears. Churchill aurait été aidé par Pinto Colvig. Il a aussi composé des chansons pour Blanche-Neige et les Sept Nains (1937), parmi lesquelles Un jour mon prince viendra, sur des paroles de Larry Morey, et pour Dumbo (1941).
Selon Jimmy Johnson, président de Walt Disney Records, il était unique en son genre, écrivant des mélodies simples et directes comme Walt Disney le désirait et venait au studio dans des costumes immaculés avec un nœud-papillon. Johnson précise qu'il buvait un peu mais que cela n’interférait pas avec son travail. Après son suicide en 1942, Walt a perdu un compositeur de talent et un homme avec qui il pouvait parler musique. Juste après la guerre, Leigh Harline et Ned Washington, les autres compositeurs du studio sont partis vers les studios concurrents.

## Filmographie
- 1931 : Les Chansons de la mère l'oie (Mother Goose Melodies)
- 1931 : L'Assiette de porcelaine (The China Plate)
- 1931 : En plein boulot (The Busy Beavers)
- 1931 : The Cat's Nightmare
- 1931 : Mélodies égyptiennes (Egyptian Melodies)
- 1931 : The Clock Store
- 1932 : L'Atelier du Père Noël (Santa's Workshop)
- 1933 : Mickey au Moyen Âge (Ye Olden Days)
- 1933 : Mickey's Gala Premier
- 1933 : Old King Cole
- 1933 : Au pays de la berceuse (Lullaby Land)
- 1933 : The Steeple Chase
- 1934 : Le Lièvre et la Tortue (The Tortoise and the Hare)
- 1934 : Marin malgré lui (Shanghaied)
- 1934 : Pluto jongleur (Playful Pluto)
- 1934 : Les Petits Lapins joyeux (Funny Little Bunnies)
- 1934 : Le Grand Méchant Loup (The Big Bad Wolf)
- 1934 : Mickey Gulliver (Gulliver Mickey)
- 1934 : La Souris volante (The Flying Mouse)
- 1934 : Un enlèvement de chien (The Dognapper)
- 1935 : Robinson Mickey (Mickey's Man Friday)
- 1935 : Le Roi Midas (The Golden Touch)
- 1935 : Le Petit Chat voleur (The Robber Kitten)
- 1935 : Le Jour du jugement de Pluto (Pluto's Judgement Day)
- 1935 : Mickey patine (On Ice)
- 1935 : Trois petits orphelins (Three Orphan Kittens)
- 1936 : De l'autre côté du miroir (Thru the Mirror)
- 1936 : Le Retour de Toby la tortue (Toby Tortoise Returns)
- 1936 : More Kittens
- 1938 : The Lamplighter
- 1938 : Yokel Boy Makes Good
- 1938 : Boy Meets Dog (en)
- 1938 : Feed the Kitty
- 1938 : Nellie, the Sewing Machine Girl
- 1938 : Tail End
- 1938 : Problem Child
- 1938 : Movie Phony News
- 1938 : Nellie, the Indian Chief's Daughter
- 1938 : Happy Scouts
- 1938 : Voodoo in Harlem
- 1938 : Silly Seals
- 1939 : Le Cochon pratique (The Practical Pig)
- 1939 : The One-Armed Bandit
- 1939 : Snuffy's Party
- 1940 : Kittens' Mittens
- 1941 : Mouse Trappers
- 1941 : Le Dragon récalcitrant (The Reluctant Dragon)
- 1941 : Dumbo
- 1942 : Bambi (en collaboration avec Edward H. Plumb)
- 1980 : Snow White Live (TV)
- 2001 : Michelle Kwan: Princess on Ice (TV)